# 大寺千代田郎
大寺 千代田郎（おおでら ちよたろう、1884年（明治17年）12月19日 - 1921年（大正10年）7月2日）は、日本の華族。男爵。

## 経歴
薩摩藩士・陸軍少将であった大寺安純の嗣子。
1895年8月20日、父の安純の日清戦争での功により男爵に叙爵、華族に列せられた。

## 栄典
- 1895年（明治28年）8月20日 - 男爵[1]
- 1910年（明治43年）12月27日 - 正五位[2]
- 1918年（大正7年）1月10日 - 従四位[3]

## 親族・家族
養嗣子・大寺純藏（川村純藏・貴族院議員）